# Валлуф
Валлуф (нім. Walluf) — сільська громада в Німеччині, знаходиться в землі Гессен. Підпорядковується адміністративному округу Дармштадт. Входить до складу району Райнгау-Таунус.
Площа — 6,74 км2. Населення становить 5462 осіб . (станом на 31 грудня 2020 року ).